# Lokalkørebane
En lokalkørebane er en bane der løber parallelt med en hovedtrafikåre, typisk adskilt af en rabat.
På gennemgående færdselsårer er det tit til stor gene eller fare, hvis der samtidigt er tilkørsel til porte, P-pladser eller lignende, og derfor laver man et antal gennemgående vognbaner der med en rabat, et autoværn, en række træer eller lignende er adskilt fra en enkelt vognbane der giver adgang til grunde og parkeringsbåse langs vejen. Disse enkelte vognbaner kaldes lokalkørebaner fordi de tager den lokale trafik i modsætning til den gennemgående trafik på de andre baner. Oftest udmunder lokalkørebaner i kryds med tværgående veje eller fletter ud umiddelbart før disse kryds.
Eksempler på lokalkørebaner:
- Lyngbyvej (København/Gentofte) der løber langs Helsingørmotorvejen fra Hans Knudsens Plads til Gentofte-afgreningen.
- Frederiksberg Alle hvor der det meste af vejen er et brolagt kørespor mellem husene og træerne om selve alléen.
- H.C. Andersens Boulevard (København) hvor der på stykket fra Københavns Rådhusplads til Langebro er lokalkørebaner på skiftevis nord- og sydsiden.
- Blegdamsvej (København) i begge sider fra Trianglen til Rigshospitalet og på østsiden videre til Sankt Hans Torv.